# Altair 8800
Altair 8800 là một máy vi tính được thiết kế vào năm 1974 bởi MITS và dựa trên CPU Intel 8080. Sự quan tâm tăng lên nhanh chóng sau khi nó được đăng trên trang bìa của các vấn đề tháng 1 năm 1975 và được bán theo đơn đặt hàng qua thư quảng cáo ở Radio-Electronics và trên các tạp chí sở thích khác. Altair được công nhận rộng rãi là tia lửa kích hoạt cuộc cách mạng máy vi tính là máy tính cá nhân thành công về mặt thương mại đầu tiên. Bus máy tính được thiết kế cho Altair đã trở thành một tiêu chuẩn thực tế dưới dạng bus S-100 và ngôn ngữ lập trình đầu tiên cho máy là sản phẩm sáng lập của Microsoft, Altair BASIC.